# Campeonato Mundial de Ginástica Rítmica de 1995
O XIX Campeonato Mundial de Ginástica Rítmica transcorreu entre os dias 19 e 24 de setembro de 1995, na cidade de Viena, na Áustria.